# 59830 Reynek
59830 Reynek este un asteroid din centura principală de asteroizi.

## Descriere
59830 Reynek este un asteroid din centura principală de asteroizi. A fost descoperit pe 10 septembrie 1999 la Observatorul Kleť de Jana Tichá și Miloš Tichý. Asteroidul prezintă o orbită caracterizată de o semiaxă mare de 3,17 ua, o excentricitate de 0,19 și o înclinație de 3,4° în raport cu ecliptica.